# Mattan III
Mattan III  (grec ancien Matten) roi de Tyr vers 480 av J.C.

## Règne
Mattan [III] fils de Siromos, c'est-à-dire Hiram (IV ?), avec Merbaal roi d'Arwad et Tétramnestos fils d'Anysos roi de Sidon, est selon Hérodote, l'un des trois amiraux phéniciens qui participent aux guerres médiques sous Xerxès Ier.

## Sources
- Sabatino Moscati Les Phéniciens Arthème Fayard Paris (1971)  (ISBN 2501003543).
- (en) Josette Elayi An Updated Chronology of the Reigns of Phoenician Kings during the Persian Period (539-333 BCE) .